# Froideville (Jura)
Froideville foi uma comuna francesa na região administrativa de Borgonha-Franco-Condado, no departamento de Jura. Estendia-se por uma área de 2,97 km². Em 2010 a comuna tinha 74 habitantes (densidade: 24,9 hab./km²).
Em 1 de abril de 2016, passou a formar parte da nova comuna de Vincent-Froideville.